# Хофман, Детлеф
Де́тлеф Хо́фман (нем. Detlef Hofmann; 12 ноября 1963, Карлсруэ) — немецкий гребец-байдарочник, выступал за сборную Германии в первой половине 1990-х годов. Чемпион летних Олимпийских игр в Атланте, трёхкратный чемпион мира, многократный победитель и призёр первенств национального значения. Также известен как тренер по гребле на байдарках и каноэ.

## Биография
Детлеф Хофман родился 12 ноября 1963 года в городе Карлсруэ, федеральная земля Баден-Вюртемберг. Активно заниматься греблей начал в раннем детстве, проходил подготовку в спортивном клубе водных видов спорта «Мангейм-Зандхофен» в Мангейме.
Первого серьёзного успеха на взрослом международном уровне добился в сезоне 1991 года, когда попал в основной состав немецкой национальной сборной и побывал на чемпионате мира в Париже, откуда привёз сразу три награды разного достоинства — в составе четырёхместного экипажа, куда также вошли гребцы Оливер Кегель, Томас Райнек и Андре Воллебе, завоевал золотые медали на пятистах метрах и на десяти километрах, тогда как на тысяче стал серебряным призёром, уступив лидерство команде Венгрии. Рассматривался как основной кандидат для участия в летних Олимпийских играх 1992 года в Барселоне, однако незадолго до старта соревнований был уличён в употреблении запрещённого тестостерона и дисквалифицирован на трёхлетний срок.
После окончания срока дисквалификации в 1994 году Хофман вернулся в основной состав сборной Германии и продолжил принимать участие в крупнейших международных регатах. Так, на чемпионате мира в Мехико в четвёрках он показал третий результат — в финале уступил спортсменам России и Польши, при этом в команде помимо Райнека и Воллебе состоял Марио фон Аппен. Год спустя на домашнем мировом первенстве в Дуйсбурге их байдарка-четвёрка завоевала золото на тысяче метров и серебро на пятистах, проиграв на финише российской команде.
Благодаря череде удачных выступлений Детлеф Хофман удостоился права защищать честь страны на Олимпийских играх 1996 года в Атланте — на дистанции 1000 метров их байдарка, в которой также гребли Томас Райнек, Олаф Винтер и Марк Цабель, обошла всех соперников, в том числе ближайших преследователей из России и Венгрии, которые финишировали вторыми и третьими соответственно. Став олимпийским чемпионом, вскоре Хофман принял решение завершить карьеру профессионального спортсмена и уступил место в сборной молодым немецким гребцам.
Покинув большой спорт, занялся тренерской деятельностью. Некоторое время тренировал талантливых гребцов в местном клубе в Карлсруэ, затем в 2001 году трудоустроился в Ассоциации каноэ Германии и начал работать тренером в сборной страны. Будучи членом Христианско-демократического союза Германии, с 2004 года входит в городской совет Карлсруэ.